# Gwiazdy typu widmowego G

Widmo Słońca

Gwiazdy typu widmowego G – gwiazdy, których fotosfery mają temperaturę w zakresie 5000–6000K. Słońce należy do tzw. żółtych karłów, mających typ widmowy G i klasę jasności V.
W widmie światła gwiazd typu G linie wodoru są stosunkowo słabe, natomiast licznie występują linie niezjonizowanych metali. Bardzo silne są linie zjonizowanego wapnia. Typowe linie widmowe: Ca I (linie H i K), Fe I, Ti I, Mg I, seria Balmera oraz niektóre linie molekularne (najsilniej związanych cząsteczek).
Określanie jasności absolutnej gwiazd typu widmowego G nie jest łatwe, jako że ich widma nie dają wielu bezpośrednich wskazówek na ten temat.  Zazwyczaj do określania jasności używa się linii absorpcyjnych zjonizowanego strontu i żelaza.  Dokładniejsza wartość jasności absolutnej może zostać uzyskana dzięki obserwacji efektu Wilsona-Bappu.
Najjaśniejszą (pod względem jasności absolutnej) znaną gwiazdą typu G jest nadolbrzym HD 21776 (HR 8752) położony w  gwiazdozbiorze Kasjopei.
Pod względem jasności wizualnej najjaśniejszą gwiazdą pojedynczą (pomijając Słońce) jest Mufrid (η Boötis, typ G0IV). Szósta co do jasności gwiazda na niebie, Kapella, jest układem podwójnym dwóch olbrzymów o typach widmowych G0 i G5. Najbliższą Słońcu gwiazdą typu G jest Alfa Centauri A (ok. 4,3 roku świetlnego).
Gwiazdy typu G stanowią ok. 17% gwiazd na niebie i około 9% gwiazd w naszej galaktyce.